# Santidade divina
Santidade divina é conceito filosófico-lógico-teológico de máxima extensão que consiste em tudo aquilo que é, consigo, em si e por si mesmo, não revelado ou revelado — e por isso mesmo, não imaginável ou imaginável — imanente a Deus e que Ele deseja, espera e prepara para aqueles a quem chama a participar de sua comunhão, por tal razão e por Seu querer, reconhecidos como santos.

## Visão judaico-cristã
A Santidade Divina é, por si, sem necessidade de revelação. Contudo, é dada a perceber — não a conhecer, por inefável — precisamente com a revelação aos homens, perfeitamente por Jesus Cristo, o Emanuel (ou "Deus Conosco"). Com efeito, a visão cristã privilegia a imperativa e mandamental santidade humana comparando-a com a Santidade Divina pela declaração de Jesus Cristo qual expressa no Evangelho segundo Mateus: «Sede perfeitos como é perfeito o vosso Pai Celeste» (Mateus 5:48), que identifica a Perfeição de Deus com a Santidade de Deus. Em Jesus, ela é manifesta perfeitamente.
Isso se reconhece de pronto no ensinamento-mandamento repetido pelo Apóstolo Pedro em sua exortação à Igreja Primitiva e, por extensão, "a todos os que haveriam de crer", expressa na I Pedro 1:16, imperativo evangélico que encontra eco já na ordenança do Antigo Testamento, qual expressa por Moisés no seu livro Levítico, com as mesmas palavras, em essência, «Eu sou o SENHOR, vosso Deus; portanto, vós vos consagrareis e sereis santos, porque Eu sou Santo; e não vos contaminareis por nenhum enxame de criaturas que se arrastam sobre a terra» (Levítico 11:44), razão pela qual se justifica plenamente  a unicidade anunciada como visão judaico-cristã, e não apenas do judaísmo ou do cristianismo.